# Алан Рен
А́лан Джон Рен або просто Рені (англ. Alan John Wren) (нар. 10 квітня 1964, Манчестер, Англія) — британський музикант, барабанщик, найбільше відомий, як один з засновників відомого манкуніанського гурту The Stone Roses.
У 1999 році Рені створив гурт The Rub, в якому він був гітаристом та вокалістом. Ця група зіграла декілька концертів в Англії протягом весни 2001 року, у тому числі в Манчестерському університеті. На тому концерті до складу гурту долучився колишній бас-гітарист The Stone Roses Мені.

## Дискографія
The Stone Roses
- The Stone Roses (1989)
- Second Coming (1994)